# Vincenzo Martinelli
Vincenzo Martinelli (Bologna, 20 giugno 1737 – Bologna, 20 aprile 1807) è stato un pittore e scenografo italiano, esponente di spicco del paesaggismo bolognese della seconda metà del Settecento.
Dipinse soprattutto paesaggi su tela e ad affresco, principalmente nella sua città natale.

## Biografia
Vincenzo Martinelli nacque il 20 giugno o il 20 luglio 1737 a Bologna, da Giovan Battista e Maria Maddalena Menghini. Rimasto precocemente orfano nel 1748, andò a bottega dal paesaggista Carlo Lodi, che lo trattò come un figlio e gli lasciò in eredità l'atelier.

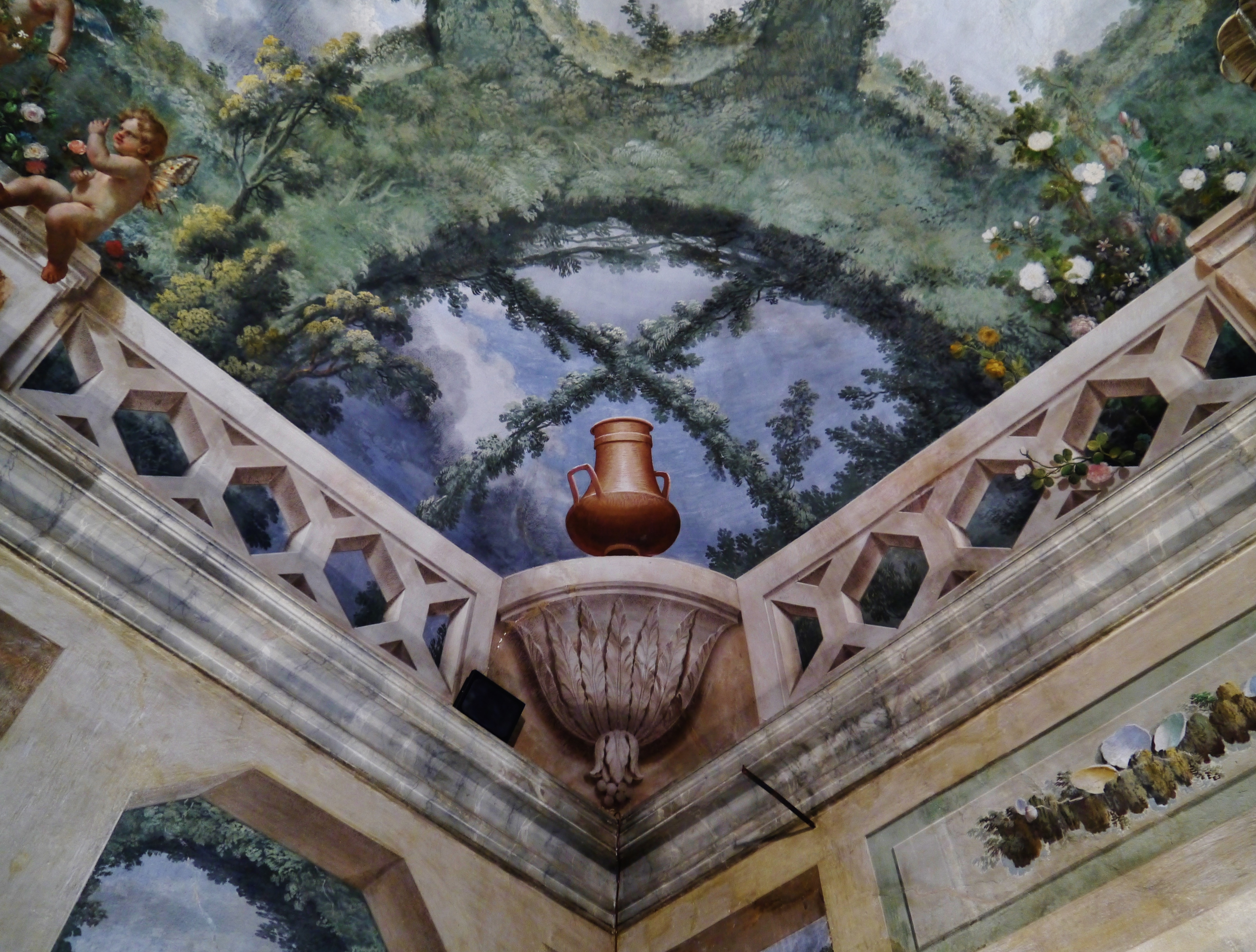
Particolare del soffitto della Sala Boschereccia nel Palazzo d'Accursio a Bologna.

Fu pittore prolifico e lavorò anche come scenografo. Tra i suoi affreschi vi sono i dipinti alla boschereccia nell'ex appartamento del Cardinal Legato che oggi ospita le Collezioni Comunali d'Arte. Collaborò con Giuseppe Jarmorini per gli affreschi nel cortile del Palazzo un tempo appartenuto ai Bolognetti su via San Felice e dipinse i paesaggi dell'Allegoria del Commercio (1793) con la collaborazione di Filippo Pedrini nel Palazzo Pallavacini nella stessa strada. Sono sue varie scene a tempera nel Palazzo Bentivoglio di via Belle Arti.
Dal 1767 al 1803 insegnò all'Accademia Clementina e per svariati anni ricoprì il ruolo di viceprincipe, principe e segretario. Insieme ad alcuni suoi colleghi ne fu escluso dopo il 1804, con la creazione della riformata Accademia Nazionale delle Belle Arti.
Il 22 ottobre 1768 sposò Anna Maria Caterina Foschi da cui ebbe un figlio nel 1770, Ignazio, a cui insegnò il mestiere ma che morì prematuramente nel 1792. Un anno dopo, Vincenzo Martinelli subì un secondo lutto restando vedovo.
Come scenografo per i teatri di Bologna, affiancò i colleghi Antonio Bibiena, Raimondo Compagnini, Vincenzo Mazza, Paolo Dardani, Gaetano Alemani, Vicenzo Conti e Mauro Braccioli.

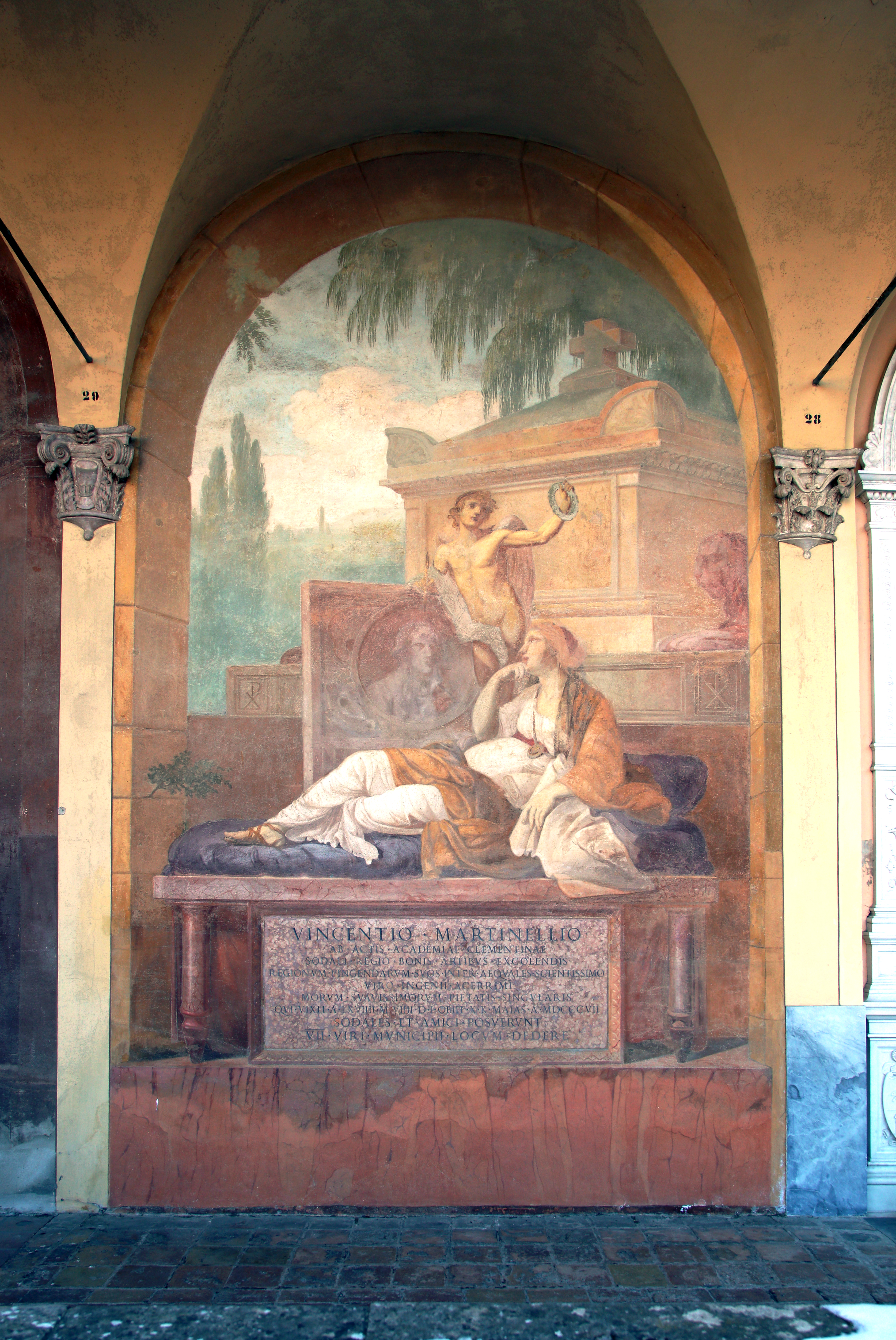
Monumento a Vincenzo Martinelli nella Certosa di Bologna.

Vincenzo Martinelli morì il 20 o il 23 aprile 1807 nella sua città natale.
È sepolto nel Chiostro III o della Cappella del cimitero monumentale della Certosa di Bologna, per volere della municipalità.
Una parte dei suoi documenti, datati dal 1765 al 1789, sono conservati nel Fondo dell'Archivio dell'Accademia Clementina (Carte di Vincenzo Martinelli).